# كاثرين ويلكين
كاثرين ويلكين (بالإنجليزية: Catherine Wilkin)‏ هي ممثلة نيوزيلندية وأسترالية، ولدت في 22 أغسطس 1945 في إنجلترا في المملكة المتحدة.

## وصلات خارجية
- كاثرين ويلكين على موقع IMDb (الإنجليزية)
- كاثرين ويلكين على موقع أول موفي (الإنجليزية)
- كاثرين ويلكين على موقع قاعدة بيانات الأفلام السويدية (السويدية)
- كاثرين ويلكين على موقع قاعدة بيانات الفيلم (الإنجليزية)